# Морски мишки
Морските мишки (Callionymidae) са семейство малки бодлоперки (Perciformes), срещащи се главно в тропическите води на Индийския океан. Те са бентосни организми и прекарват по-голямата част от времето си в близост до пясъчните дъна, на дълбочина от около 200 m.

## Описание
Тези рибки са като цяло много колоритни и притежават загадъчни окраски. Телата им са продълговати и безлюспести. Всичките им перки са големи и удължени. Имат плоски, триъгълни глави с големи уста и очи. Опашните им перки са ветрилообразни и заострени.
Най-големите видове, като Callionymus gardineri, достигат на дължина до 30 см, а най-дребните – Callionymus sanctaehelenae са не по-големи от 2 сантиметра.

## Класификация
Съществуват 139 вида морски мишки разпределени в 20 рода.
- Род Anaora Gray, 1835
- Род Bathycallionymus Nakabo, 1982
- Род Callionymus Linnaeus, 1758
- Род Calliurichthys Jordan & Fowler, 1903
- Род Chalinops Smith, 1963
- Род Dactylopus Gill, 1859
- Род Diplogrammus Gill, 1865
- Род Draculo Snyder, 1911
- Род Eleutherochir Bleeker, 1879
- Род Eocallionymus Nakabo, 1982
- Род Foetorepus Whitley, 1931
- Род Minysynchiropus Nakabo, 1982
- Род Neosynchiropus Nalbant, 1979
- Род Paracallionymus Barnard, 1927
- Род Protogrammus Fricke, 1985
- Род Pseudocalliurichthys Nakabo, 1982
- Род Repomucenus Whitley, 1931
- Род Spinicapitichthys Fricke, 1980
- Род Synchiropus Gill, 1859
- Род Tonlesapia Motomura & Mukai, 2006